# دیوارها (فیلم ۱۹۹۰)
دیوارها (به هندی: Mathilukal) فیلمی محصول سال ۱۹۹۰ و به کارگردانی آدور گوپالاکریشنان است. در این فیلم بازیگرانی همچون مموتی، مورالی ایفای نقش کرده‌اند.